# Sigdal
Sigdal és un municipi situat al comtat de Buskerud, Noruega. Té 3.512 habitants (2016) i té una superfície de 842 km². El centre administratiu del municipi és el poble de Prestfoss.
La majoria dels ciutadans viuen al poble d'Eggedal o el centre administratiu de Prestfoss. Sigdal està densament poblada, dominada per muntanyes i valls.
Al voltant del 72% de la superfície està coberta de boscos, el 20% és les zones de muntanya, i el 4% de la superfície es conrea. L'agricultura, la silvicultura i l'empresa productora de cuina de Sigdal Kjøkken segueixen sent importants indústries.

## Fills il·lustres
- Theodor Kittelsen (1857 - 1914), pintor.

## Ciutats agermanades
Sigdal manté una relació d'agermanament amb les següents localitats:
- Äänekoski, Finlàndia Central, Finlàndia
- Hveragerði, Islàndia[2]
- Örnsköldsvik, Comtat de Västernorrland, suècia[3]